# Cartes CRC
Les cartes CRC (classe, responsabilité, collaborateurs) sont un outil de conception d'architecture logicielle.

## Principes
Il s'agit de simples fiches bristol qui contiennent le nom de la classe, ses responsabilités (les informations qu'elle connait, les actions qu'elle réalise…) et ses collaborateurs (les classes avec lesquelles elle interagit).
Lors d'une réunion les participants manipulent les cartes pour simuler les interactions entre les classes du système lorsqu'il est soumis à cas d'utilisation.

## Historique
Ward Cunningham a inventé les cartes CRC en s'inspirant d'une application de documentation d'architecture logicielle sous hypercard [(note 1)]. Il les a présentées avec Kent Beck lors de la conférence OOPSLA de 1989.

## Usages
Les cartes CRC font partie des bonnes pratiques préconisées par la méthode extreme programming

## Critiques
Une séance CRC laisse peu de traces de documentation.